# Cantone di Narbona-Ovest
Il Cantone di Narbona-Ovest era una divisione amministrativa dell'arrondissement di Narbona.
A seguito della riforma approvata con decreto del 21 febbraio 2014, che ha avuto attuazione dopo le elezioni dipartimentali del 2015, è stato soppresso.

## Composizione
Comprende parte della città di Narbona e i comuni di:
- Bizanet
- Canet
- Marcorignan
- Montredon-des-Corbières
- Moussan
- Névian
- Raissac-d'Aude
- Villedaigne